# Vihtasaari (ö i Kajanaland, Kehys-Kainuu, lat 64,11, long 29,18)
Vihtasaari är en ö i Finland. Den ligger i sjön Ontojärvi och Nurmesjärvi och i kommunen Kuhmo i den ekonomiska regionen  Kehys-Kainuu  och landskapet Kajanaland, i den centrala delen av landet, 500 km nordost om huvudstaden Helsingfors. Öns area är 8,3 hektar och dess största längd är 0,9 kilometer i öst-västlig riktning.